# Lepus flavigularis
Lepus flavigularis este o specie de mamifere din familia iepurilor, Leporidae. Este endemică în Mexic. Uniunea Internațională pentru Conservarea Naturii a clasificat această specie ca fiind pe cale de dispariție.

## Taxonomie
În anul 1964, Gureev a plasat specia Lepus flavigularis în subgenul Proeulagus, iar în anul 1998, Averianov a plasat-o în Eulagos. Este strâns înrudită cu Lepus callotis. Nu există subspecii recunoscute ale speciei Lepus flavigularis.

## Descriere
Seamănă cu iepurele mare antilopă (Lepus alleni) și Lepus callotis. Acești iepuri au două dungi negre care trec de la baza urechii până la ceafă. Bărbia, coastele și părțile inferioare sunt albe, iar părțile superioare sunt de o nuanță deschisă de maro-galben ocru cu o tentă neagră. Urechile lor mari au o nuanță uniformă de maro-galben și vârfurile de culoare albicioasă-pală.

## Răspândire, habitat și ecologie
Lepus flavigularis este endemică în Oaxaca, Mexic. Printre tipurile de habitat în care se găsește se numără savane tropicale uscate, pajiști și dune ierboase. Spațiile vitale ale acestor iepuri se suprapun cu unul sau mai mulți indivizi indiferent de sex sau vârstă. Sunt în principal nocturni.
Printre mamiferele native care coexistă cu L. flavigularis se numără iepurele de pădure din Florida (Sylvilagus floridanus), tatuul cu nouă curele (Dasypus novemcinctus), Mephitis macroura, Conepatus mesoleucus, Didelphis marsupialis, Tlacuatzin canescens, vulpea cenușie de câmp, ratonul (Procyon lotor) și coiotul (Canis latrans).

## Reproducere
Sezonul de reproducere poate dura din februarie până în decembrie, apogeul fiind atins în perioada mai–octombrie, adică în perioada sezonului ploios. În 7 februarie 1981, au fost colectate două femele pregnante, dintre care una cu doi embrioni total dezvoltați.

## Stare de conservare
Lepus flavigularis este periclitată de pierderea și fragmentarea habitatului, braconaj, mărimea mică a populației și izolare genetică. Introducerea de graminee exotice, incendiile frecvente și induse, activitățile agricole, bovinele și așezările umane deteriorează diversitatea floristică și structura vegetației native din savanele locuite de acești iepuri. La nivel local, aceștia sunt ocazional vânați din motive de subzistență și foarte ocazional luați ca animale de companie în comunități rurale. Principala cauză a morții acestor iepurii este vânarea lor de către coioți și vulpi cenușii de câmp. Numărul de specimene mature a fost estimat la 292. Uniunea Internațională pentru Conservarea Naturii a clasificat această specie ca fiind pe cale de dispariție.